# Philips SAA1099
Le Philips SAA1099 est un générateur de son programmable polyphonique de 6 voix, produit par la société néerlandaise Philips dans les années 1980.
Cette puce à notamment été utilisée comme générateur de son utilisé dans le micro-ordinateur britanniques SAM Coupé, les stations de travail IRIS Professional 4D et IRIS Power 4D de Silicon Graphics, le système de jeu d'arcade System 5, les cartes d'extensions sonores Turbosound FM card et SAA1099 Sound Card pour le ZX Spectrum,,, ainsi que les premières cartes de Creative Labs que sont la Creative Music System ("C/MS"), également sortie sous le nom Game Blaster par RadioShack, puis la Sound Blaster 1.0, qui en possédait 2, permettant d'obtenir une polyphonie de 12 voix.

## Caractéristiques
Ses principales caractéristiques sont les suivantes:
- 6 générateurs de fréquences (oscillateurs) de 8 octaves avec finesse de 256 tons par octave ;
- 6 mélangeurs de fréquence/bruit ;
- 6 contrôleurs d'amplitude double-sortie ;
- 2 générateurs de bruits ;
- 2 générateurs d'enveloppe ;
- 2 mélangeurs 6-cannaux.

## Émulation
La bibliothèque logicielle SAASound est une bibliothèque libre (licence GPLv2) utilisée par et développée pour l'émulateur SAM Coupé, SimCoupe, permettant d'utiliser ce processeur sonore.